# Conferencia Judicial de los Estados Unidos

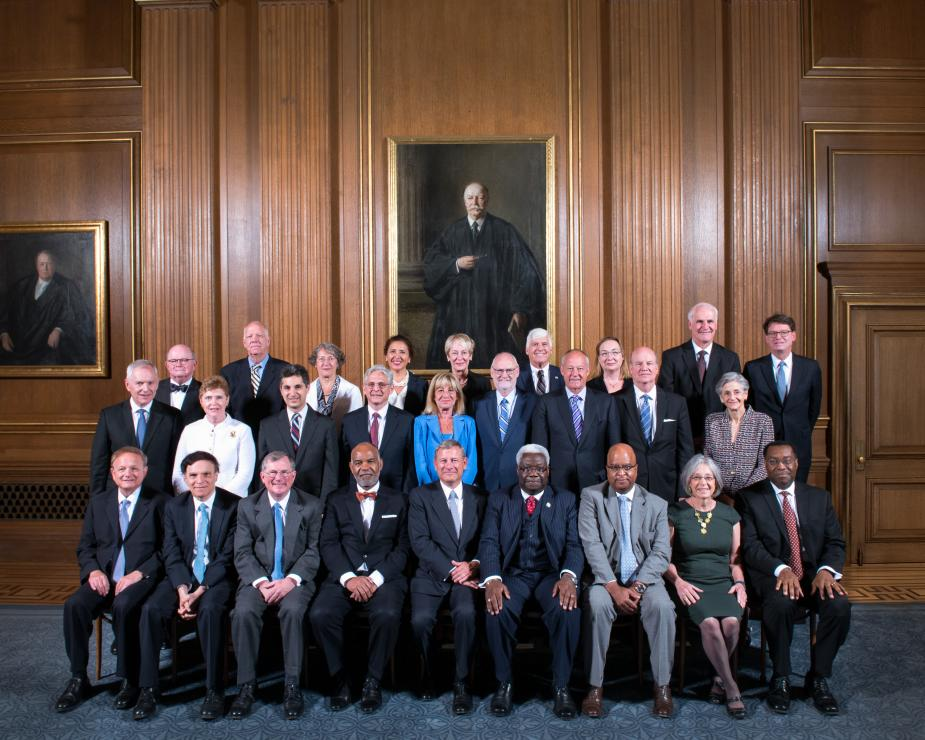
Los miembros de la Conferencia Judicial en su reunión de septiembre de 2017.

La Conferencia Judicial de los Estados Unidos, anteriormente conocida como la Conferencia de Jueces Superiores de Circuito, fue creada por el Congreso de los Estados Unidos en 1922 con el objetivo principal de enmarcar las políticas nacionales de administración de las cortes de justicia en los Estados Unidos. La Conferencia deriva su autoridad de la § 331 del título 28 del U.S.C., que establece que está compuesto por el Presidente de la Corte Suprema de los Estados Unidos, que lo encabeza, el juez presidente de cada corte de apelaciones de circuito, un juez de la corte de distrito de varios distritos judiciales federales y el juez presidente de la Corte de Comercio Internacional de los Estados Unidos.

## Funciones
La Conferencia opera a través de una red de más de veinte comités creados para abordar y asesorar sobre una amplia variedad de temas como tecnología de la información, personal, servicios de libertad condicional y previa al juicio, espacios e instalaciones, seguridad, salarios y beneficios judiciales, presupuesto, servicios de defensoría, administración de tribunales, y reglas de práctica y procedimiento, cuenta con cinco comités asesores permanentes, los cuales están encargados, respectivamente, de redactar las propuestas de enmienda a las:
- Reglas Federales de Procedimiento Civil;
- Reglas Federales de Procedimiento Penal;
- Reglas Federales de Procedimiento de Quiebras;
- Reglas Federales de Procedimiento de Apelación; y
- Reglas Federales de Evidencia.

Las reglas son luego promulgadas por la Corte Suprema de los Estados Unidos, de conformidad con su autoridad conferida por el Congreso en la Acta de Habilitación de Reglas. La Corte Suprema debe transmitir una copia de sus reglas al Congreso el cual conserva el poder de rechazar las reglas o enmiendas propuestas por la Corte, modificarlas o promulgar reglas o enmiendas por sí mismo. El Congreso rara vez ha rechazado las enmiendas propuestas por la Corte.
Otras áreas de políticas se refieren al funcionamiento de CM/ECF, el sistema de gestión de casos/archivos electrónicos de casos, y PACER, el servicio de acceso público electrónico a los documentos de las cortes federales de los Estados Unidos.
En muy raras ocasiones, la Conferencia ha autorizado investigaciones de jueces federales acusados de delitos penales. Los declarados culpables han sido remitidos al Comité Judicial de la Cámara de Representantes para el impeachment. Esto ha sucedido tres veces durante el siglo XXI.